# Seznam železničních tunelů na Slovensku
Toto je seznam železničních tunelů na Slovensku.

## Seznam tunelů
| Název                     | Trať                                      | Délka (m)    | Rok stavby  |
| ------------------------- | ----------------------------------------- | ------------ | ----------- |
| Lamačský I                | Bratislava - Břeclav                      | 703,6        | 1844 - 1848 |
| Lamačský II               | Bratislava - Břeclav                      | 595,61       | 1900 - 1902 |
| Jablonický                | Kúty - Trnava                             | 900          | 1897 - 1898 |
| Turecký vrch              | Bratislava - Žilina                       | 1 775        | 2010 - 2013 |
| Čachtický                 | Nové Mesto nad Váhom - Veselí nad Moravou | 249          | 1927        |
| Poriadsky                 | Nové Mesto nad Váhom - Veselí nad Moravou | 486          | 1926 - 1928 |
| Tunel M. R. Štefánika     | Nové Mesto nad Váhom - Veselí nad Moravou | 2 422,9      | 1923 - 1927 |
| Handlovský                | Prievidza - Horná Štubňa                  | 132,6        | 1911 - 1913 |
| Pstruhársky               | Prievidza - Horná Štubňa                  | 380          | 1929 - 1931 |
| Hájnický                  | Prievidza - Horná Štubňa                  | 102          | 1930        |
| Pekelský                  | Prievidza - Horná Štubňa                  | 304          | 1931        |
| Bralský                   | Prievidza - Horná Štubňa                  | 3 011,6      | 1927 - 1931 |
| Štubniansky               | Prievidza - Horná Štubňa                  | 646          | 1929 - 1930 |
| Neresnický                | Zvolen - Čata                             | 230          | 1924        |
| Pod Vlčokom               | Zvolen - Čata                             | 129          | 1924        |
| Banskoštiavnický          | Hronská Dúbrava - Banská Štiavnica        | 1 194,5      | 1943 - 1949 |
| Kriváňsky                 | Zvolen - Košice                           | 321          | 1863 - 1871 |
| Píliansky                 | Zvolen - Košice                           | 121          | 1863 - 1871 |
| Jablonovský               | Zvolen - Košice                           | 3 148        | 1951 - 1954 |
| Zlatniansky               | Lučenec - Utekáč                          | 500          | 1908        |
| Banskobystrický (Kačický) | Zvolen - Vrútky                           | 349,8        | 1938        |
| Dolinský I                | Zvolen - Vrútky                           | 120          | 1939        |
| Dolinský II               | Zvolen - Vrútky                           | 576          | 1939        |
| Polkanovský I             | Zvolen - Vrútky                           | 900          | 1938        |
| Polkanovský II            | Zvolen - Vrútky                           | 116          | 1939        |
| Ulmanský I                | Zvolen - Vrútky                           | 525          | 1939        |
| Ulmanský II               | Zvolen - Vrútky                           | 41,04        | 1940        |
| Ulmanský III              | Zvolen - Vrútky                           | 67,1         | 1940        |
| Ulmanský IV               | Zvolen - Vrútky                           | 50           | 1940        |
| Ulmanský V                | Zvolen - Vrútky                           | 64,28        | 1940        |
| Čabradský I               | Zvolen - Vrútky                           | 280          | 1938        |
| Čabradský II              | Zvolen - Vrútky                           | 144          | 1939        |
| Harmanecký I              | Zvolen - Vrútky                           | 200          | 1938        |
| Harmanecký II             | Zvolen - Vrútky                           | 294          | 1938        |
| Japeňský I                | Zvolen - Vrútky                           | 1 133        | 1937 - 1939 |
| Japeňský II               | Zvolen - Vrútky                           | 756          | 1937 - 1939 |
| Grehelský I               | Zvolen - Vrútky                           | 1 300        | 1938        |
| Grehelský II              | Zvolen - Vrútky                           | 280          | 1938        |
| Kosienský                 | Zvolen - Vrútky                           | 70           | 1938        |
| Rábkynský                 | Zvolen - Vrútky                           | 197          | 1938        |
| Túfenský                  | Zvolen - Vrútky                           | 50           | 1939        |
| Čremošnianský             | Zvolen - Vrútky                           | 4 697,15     | 1936 - 1940 |
| Pitelová                  | Zvolen - Diviaky                          | 374,5        | 1870 - 1872 |
| Veľká Skalka              | Zvolen - Diviaky                          | 213          | 1870 - 1872 |
| Malá Skalka               | Zvolen - Diviaky                          | 79,5         | 1870 - 1872 |
| Skalica                   | Zvolen - Diviaky                          | 67,3         | 1870 - 1872 |
| Kečka                     | Zvolen - Diviaky                          | 338          | 1870 - 1872 |
| Bartoška (Lehôtka)        | Zvolen - Diviaky                          | 105,8        | 1870 - 1872 |
| Hrenca I                  | Zvolen - Diviaky                          | 481,7        | 1870 - 1872 |
| Hrenca II                 | Zvolen - Diviaky                          | 129          | 1934 - 1940 |
| Sohler (Sohlengrund)      | Zvolen - Diviaky                          | 658,2 + 48,6 | 1934 - 1940 |
| Kremnický                 | Zvolen - Diviaky                          | 121          | 1936 - 1938 |
| Blaufuss                  | Zvolen - Diviaky                          | 531          | 1870 - 1872 |
| Turček                    | Zvolen - Diviaky                          | 37,7         | 1870 - 1872 |
| Telgártsky                | Červená Skala - Margecany                 | 1 239,4      | 1931 - 1933 |
| Hronský                   | Červená Skala - Margecany                 | 250          | 1931 - 1933 |
| Besnický                  | Červená Skala - Margecany                 | 848,5        | 1934        |
| Jarabský I (kriváňské)    | Červená Skala - Margecany                 | 326          | 1935        |
| Jarabský II               | Červená Skala - Margecany                 | 372,2        | 1935        |
| Stratenský                | Červená Skala - Margecany                 | 105          | 1935        |
| Hamrický                  | Červená Skala - Margecany                 | 300          | 1935        |
| Mlynecký                  | Červená Skala - Margecany                 | 140          | 1935        |
| Gelnický                  | Červená Skala - Margecany                 | 220          | 1935        |
| Tisovecký                 | Brezno - Jesenské                         | 770          | 1940 - 1944 |
| Ožďanský                  | Rimavská Sobota - Poltár (zrušena)        | 160          | 1912        |
| Ťahanovský I              | Žilina - Košice                           | 277          | 1870        |
| Ťahanovský II             | Žilina - Košice                           | 320          | 1951 - 1954 |
| Margecanský               | Žilina - Košice                           | 431          | 1872        |
| Ružínska                  | Žilina - Košice                           | 130          | 1951 - 1955 |
| Bujanovský                | Žilina - Košice                           | 3 410        | 1951 - 1955 |
| Štiavnický                | Žilina - Košice                           | 158          | 1940 - 1943 |
| Kralovanský I             | Žilina - Košice                           | 401          | 1871        |
| Kralovanský II            | Žilina - Košice                           | 498          | 1942 - 1948 |
| Strečnianský I            | Žilina - Košice                           | 318          | 1937 - 1939 |
| Strečnianský II           | Žilina - Košice                           | 593          | 1937 - 1939 |
| Strečnianský III          | Žilina - Košice                           | 524          | 1937        |
| Thurzovský (Oravský)      | Kraľovany - Trstená                       | 98           | 1898        |
| Miľavský                  | Poprad - Plaveč                           | 703          | 1943 - 1966 |
| Ružbašský                 | Poprad - Plaveč                           | 453          | 1943 - 1966 |
| Lupkovský                 | Michaľany - Łupków                        | 416          | 1871 - 1874 |
| Nemcovský (Pod Petičom)   | Prešov - Humenné                          | 450          | 1939 - 1943 |
| Strážčanský               | Prešov - Humenné                          | 304,5        | 1939 - 1942 |